# NRP Dom Francisco de Almeida (F334)
O NRP Dom Francisco de Almeida (F334) é uma fragata de Classe Bartolomeu Dias, pertencente à Marinha Portuguesa, sendo o segundo navio de sua classe. Foi construído nos estaleiros Royal Koninklijen Marine, estando originalmente em posse da Marinha Holandesa, como sétimo membro da Classe Karel Doorman. Em 15 de janeiro de 2010, foi transferido para posse portuguesa, recebendo sua atual designação. A embarcação possui equipamento para operações de defesa e patrulha em alto-mar, estando frequentemente envolvida em missões da OTAN, mais especificamente no Grupo Marítimo Permanente da OTAN 1, desempenhando um papel importante nas operações conjuntas com outras forças do bloco, como patrulhamento e dissuasão de ameaças no Mar do Norte.
O Dom Francisco de Almeida possui 122,25 metros de comprimento, 14,4 metros de boca, um deslocamento de 3 320 toneladas e um calado de 6,2 metros. É movido a diesel, com seu sistema propulsor lhe permitindo alcançar uma velocidade máxima de 18 nós (33,3 quilômetros por hora). Seu patrono é o militar e primeiro vice-rei da Índia Francisco de Almeida, conhecido principalmente por sua atuação durante a Batalha de Diu.